# Trypostegidae
Trypostegidae zijn een familie van mosdiertjes uit de orde Cheilostomatida en de klasse van de Gymnolaemata.

## Geslachten
- Pulpeirina Reverter-Gil & Souto, 2015
- Trypostega Levinsen, 1909